# Calathea warszewiczii
Calathea warszewiczii  es una especie fanerógama de la familia Marantaceae. Es originaria de  Centroamérica.  

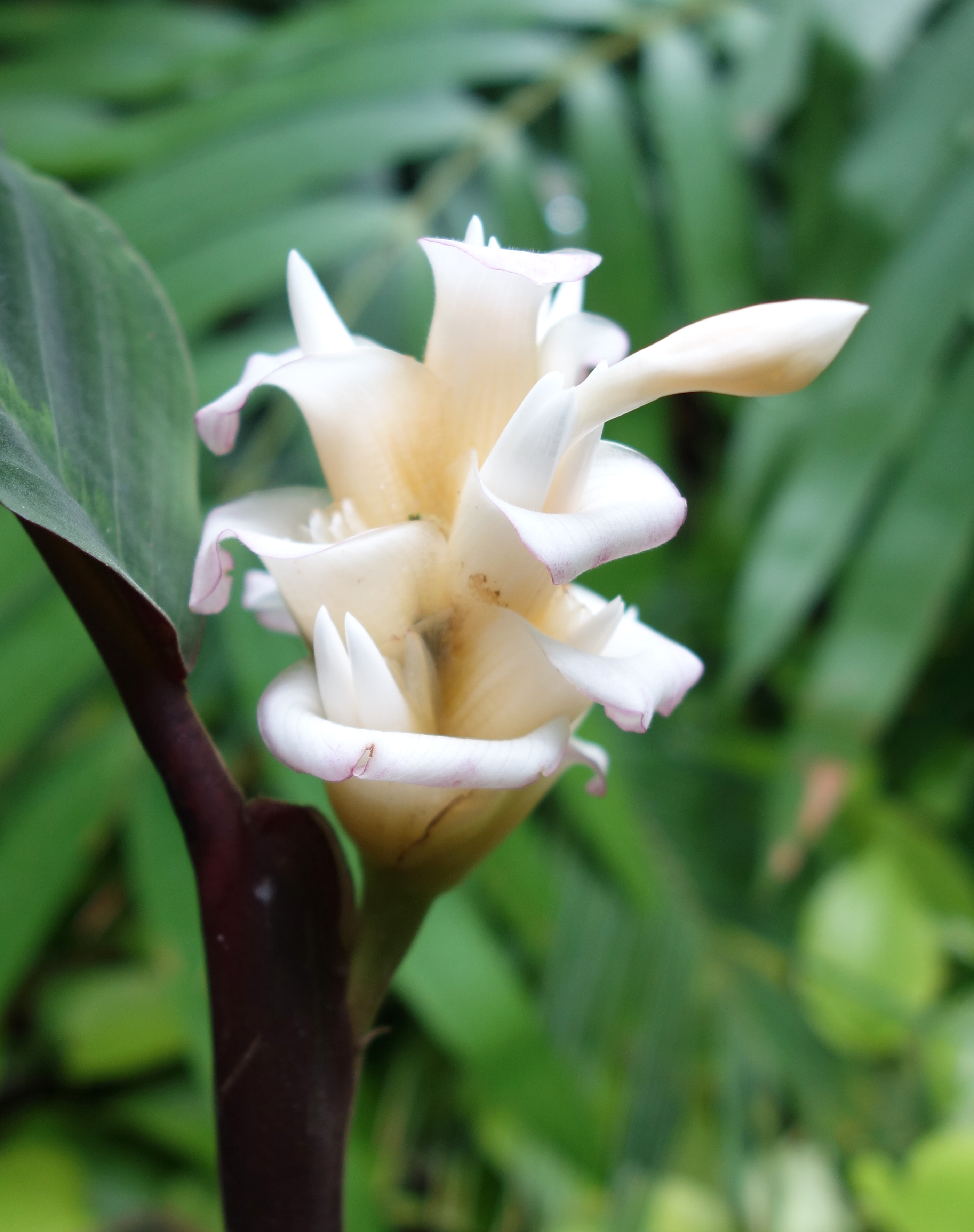
Flor

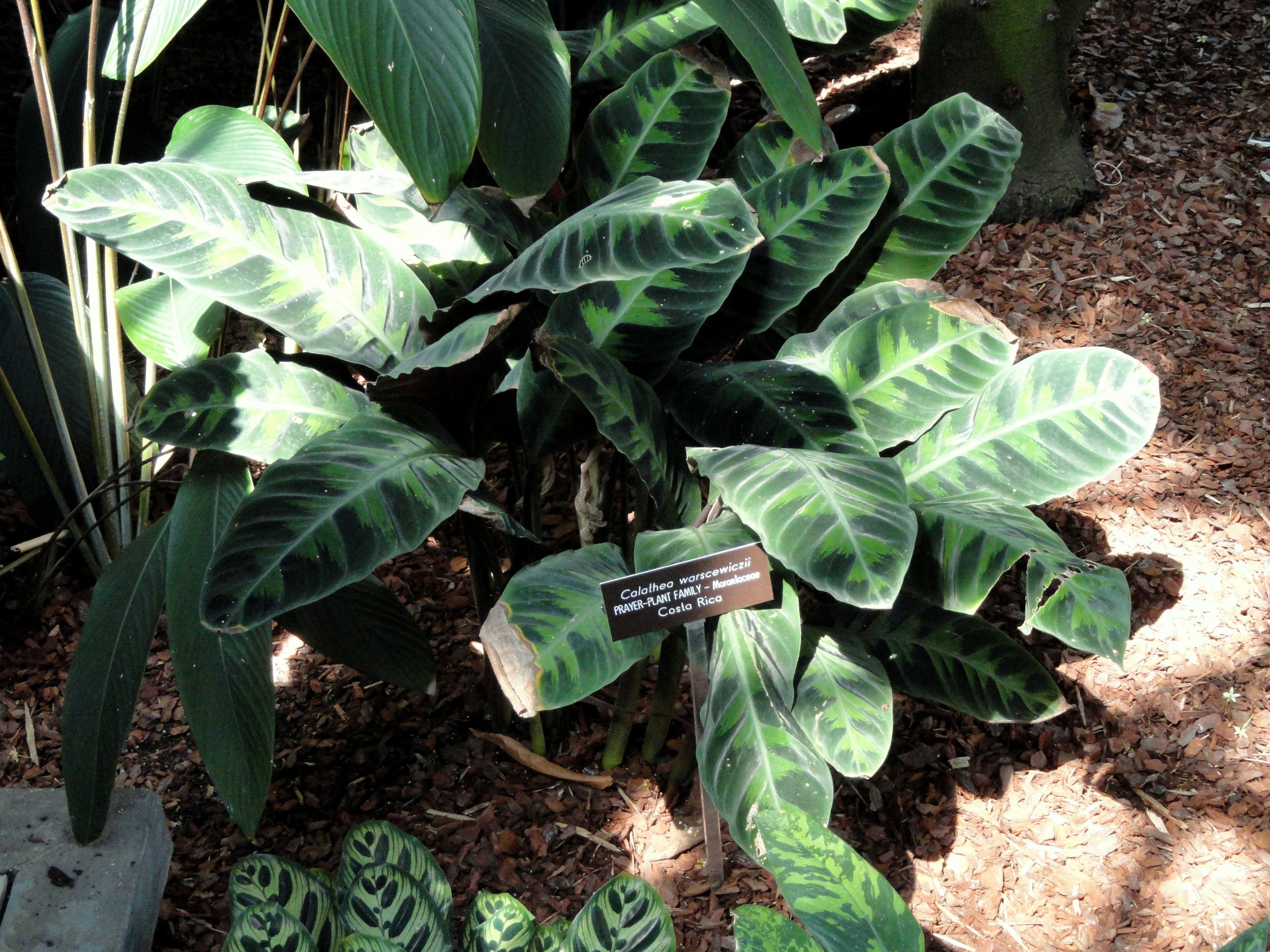
Vista de la planta

## Descripción
Son plantas caulescentes, que alcanzan un tamaño de 0.5–1.2 m de alto. Hojas basales 3–7 y (1) 2 (3) caulinares abrazando la inflorescencia por encima de un entrenudo alargado de 35–105 cm de largo, láminas 8–47 cm de largo y 4–21 cm de ancho, ápice acuminado, verde obscuras con diseños en forma de cola de pescado y verde-amarillos a lo largo del nervio principal de la haz, tomentoso-velutinas y moradas en el envés; pulvínulo, pecíolo y vaina tomentoso-velutinos, morados. Inflorescencias cilíndricas, 3.5–7.5 cm de largo y 3–5.5 cm de ancho, brácteas 4–16, persistentes, recurvadas en el ápice, tomentosas en la superficie externa y en los márgenes recurvados, blancas o amarillentas, matizadas de morado con la edad, flores cerradas, blancas; sépalos 26–33 mm de largo; tubo de la corola 26–35 mm de largo. Cápsulas obovoides, redondeadas, blancas, sépalos persistentes; semillas grises.

## Distribución y hábitat
Endémica de Costa Rica y Nicaragua es una especie poco común, que se encuentra en bosques húmedos en la zona atlántica; a una altitud de  0–200 metros.

## Taxonomía
Calathea warszewiczii fue descrita por (L.Mathieu ex Planch.) Planch. & Linden y publicado en Catalogue des Plantes Exotiques 10: 3. 1855.
Sinonimia
- Calathea bullii K.Schum.
- Calathea picta Hook.f.
- Maranta picta W.Bull
- Maranta warszewiczii L.Mathieu ex Planch.
- Phrynium warszewiczii (L.Mathieu ex Planch.) Klotzsch
- Phyllodes warszewiczii (L.Mathieu ex Planch.) Kuntze[2][3]